# Humberto González (Fußballspieler)
Carlos Humberto González Aldana (* 1. August 1970 in León, Guanajuato) ist ein ehemaliger mexikanischer Fußballspieler auf der Position eines Verteidigers.

## Laufbahn
Der gebürtige Leonese González begann seine Laufbahn 1990 bei seinem Heimatverein Club León, mit dem er in der Saison 1991/92 die mexikanische Fußballmeisterschaft gewann. Seine zweite Station waren die UANL Tigres, mit denen er in der Saison 1995/96 den mexikanischen Pokalwettbewerb gewann.
Nach deren Abstieg aus der höchsten Spielklasse Mexikos am Ende derselben Saison wechselte González zu den Toros Neza, mit denen er 1996/97 die erfolgreichste Spielzeit in deren Vereinsgeschichte absolvierte, als sowohl das Finale um die Meisterschaft des Torneo Verano 1997 (gegen Deportivo Guadalajara) als auch um den Pokalwettbewerb der Saison 1996/97 (gegen Cruz Azul) erreicht wurde, aber in beiden Fällen verloren ging. 
Danach trug González noch die Trikots der UAG Tecos und der Monarcas Morelia, bevor er seine aktive Laufbahn in Reihen seines Heimatvereins Club León beendete.

## Erfolge
- Mexikanischer Meister: 1992
- Mexikanischer Pokalsieger: 1996